# Fabio Baldas
Fabio Baldas (Trieszt, 1949. március 19. –) olasz nemzetközi labdarúgó-játékvezető. Polgári foglalkozása hivatalnok.

## Pályafutása

### Nemzeti játékvezetés
A játékvezetői vizsgát 1981-ben tette le. A küldési gyakorlat szerint rendszeres partbírói tevékenységet is végzett. 1985-ben lett lett az országos Serie C játékvezetője. Az I. Liga játékvezetőjeként 1994-ben vonult vissza. Serei B mérkőzéseinek száma: 60. Serie A mérkőzéseinek száma: 116.

#### Nemzeti kupamérkőzések
Vezetett kupadöntők száma: .1

##### Olasz labdarúgókupa
Az olasz JB szakmai felkészültségét elismerve megbízta a második döntő találkozó  koordinálásával.
| Időpont         | Helyszín                     | Mérkőzés típusa         | Mérkőzés       | Eredmény |
| --------------- | ---------------------------- | ----------------------- | -------------- | -------- |
| 1992. május 14. | Ennio Tardini Stadion, Parma | második döntő találkozó | Parma–Juventus | 2 : 0    |

### Nemzetközi játékvezetés
Az Olasz labdarúgó-szövetség Játékvezető Bizottsága (JB) terjesztette fel nemzetközi játékvezetőnek, a Nemzetközi Labdarúgó-szövetség (FIFA) 1991-től tartotta nyilván bírói keretében. Több nemzetek közötti válogatott és klubmérkőzést vezetett, vagy működő társának partbíróként, illetve 4. bíróként segített. Az olasz nemzetközi játékvezetők rangsorában, a világbajnokság-Európa-bajnokság sorrendjében többedmagával a 29. helyet foglalja el 4 találkozó szolgálatával. Az aktív nemzetközi játékvezetéstől 1994-ben búcsúzott el. Nemzetközi mérkőzéseinek száma: 30. Válogatott mérkőzéseinek száma: 4.

#### Labdarúgó-világbajnokság

##### U17-es labdarúgó-világbajnokság
Olaszország rendezte a 4., az 1991-es U17-es labdarúgó-világbajnokságot, ahol a FIFA JB bírói szolgálattal bízta meg.

###### 1991-es U17-es labdarúgó-világbajnokság
| Időpont             | Helyszín                         | Mérkőzés típusa              | Mérkőzés             | Eredmény | Nézők száma |
| ------------------- | -------------------------------- | ---------------------------- | -------------------- | -------- | ----------- |
| 1991. augusztus 18. | Városi Stadion, Massa di Carrara | csoportmérkőzés (C. csoport) | Németország–Brazília | 0 : 2    | 800         |
| 1991. augusztus 20. | Városi Stadion, Livorno          | csoportmérkőzés (D. csoport) | Kuba–Spanyolország   | 2 : 7    | 1 300       |
| 1991. augusztus 25. | Központi Stadion, Viareggio      | egyik negyeddöntő            | Ausztrália–Argentína | 1 : 2    | 1 100       |
| 1991. augusztus 28. | Központi Stadion, Viareggio      | egyik elődöntő               | Katar–Ghána          | 0 : 0    | 1 200       |

---
A világbajnoki döntőhöz vezető úton az Amerikai Egyesült Államokba a XV., az 1994-es labdarúgó-világbajnokságra a FIFA JB játékvezetőként alkalmazta. Első számú partbírója honfitársa, Domenico Ramicone lehetett. Ez volt az első labdarúgó-világbajnokság, ahol ténylegesen külön tevékenykedtek a játékvezetők és a segítő partbírók. A partbírók még nem kapcsolódtak szorosan a delegált nemzeti játékvezetőjükhöz. Világbajnokságon vezetett mérkőzéseinek száma: 1.

##### 1994-es labdarúgó-világbajnokság

###### Selejtező mérkőzés
| Időpont           | Helyszín                       | Mérkőzés típusa           | Mérkőzés               | Eredmény | Nézők száma |
| ----------------- | ------------------------------ | ------------------------- | ---------------------- | -------- | ----------- |
| 1992. május 20.   | Steaua Stadion, Bukarest       | előselejtező (4. csoport) | Romania–Wales          | 5 : 1    | 23 000      |
| 1993. március 31. | Atatürk Stadion, İzmir         | előselejtező (2. csoport) | Törökország–Anglia     | 0 : 2    | 60 000      |
| 1993. október 13. | Lansdowne Road Stadion, Dublin | előselejtező (3. csoport) | Írország–Spanyolország | 1 : 3    | 50 000      |
| 1993. október 18. | Nemzetközi Stadion, Doha       | Ázsia (AFC) zónadöntő     | Japán–Irán             | 1 : 2    | 10 000      |
| 1993. október 25. | Nemzetközi Stadion, Doha       | Ázsia (AFC) zónadöntő     | Irán–Észak-Korea       | 2 : 1    | 5 000       |

###### Világbajnoki mérkőzés
| Időpont          | Helyszín                        | Mérkőzés típusa              | Mérkőzés     | Eredmény | Nézők száma |
| ---------------- | ------------------------------- | ---------------------------- | ------------ | -------- | ----------- |
| 1994. június 22. | Rose Bowl, Stadion, Los Angeles | csoportmérkőzés (A. csoport) | USA–Kolumbia | 2 : 1    | 93 000      |

#### Olimpiai játékok
Az 1992. évi nyári olimpiai játékok labdarúgó tornáján a FIFA JB bírói szolgálatra alkalmazta.

##### 1992. évi nyári olimpiai játékok
| Időpont          | Helyszín                      | Mérkőzés típusa              | Mérkőzés         | Eredmény | Nézők száma |
| ---------------- | ----------------------------- | ---------------------------- | ---------------- | -------- | ----------- |
| 1992. július 26. | La Romareda Stadion, Zaragoza | csoportmérkőzés (D. csoport) | Dánia–Mexikó     | 1 : 1    | 8 000       |
| 1992. július 30. | La Romareda Stadion, Zaragoza | csoportmérkőzés (D. csoport) | Dánia–Ausztrália | 0 : 3    | 3 000       |

## Sportvezetőként
Az aktív játékvezetői pályafutását befejezve az olasz televízió sportkommentátora lett. Szakmai tevékenységének fő céljaként határozta meg a közvélemény pozitív befolyásolását a játékvezetés irányába. 1997 nyarán Paolo Casarin után az olasz JB elnöke lett, amiről a következő évben – tapasztalatlanság miatt - Sergio Gonella javára lemondott.